# Alvania zylensis
Alvania zylensis is een slakkensoort uit de familie van de Rissoidae. De wetenschappelijke naam van de soort is voor het eerst geldig gepubliceerd in 1982 door Gofas & Warén.